# 강하엽병

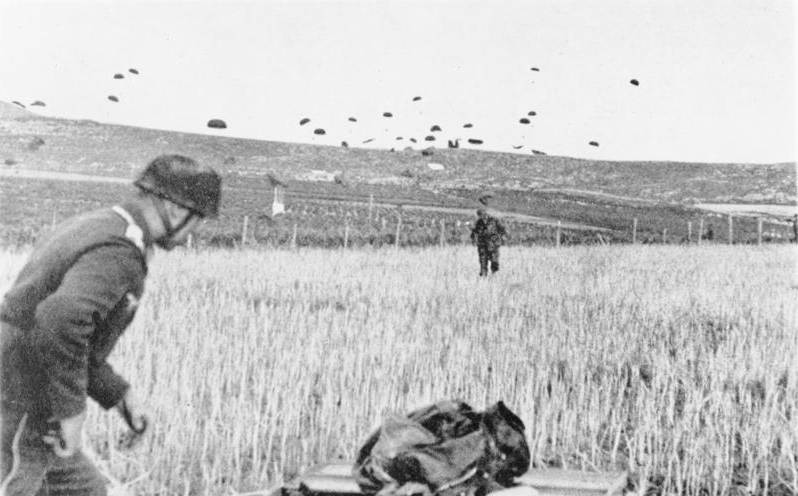
크레타 전투 당시 낙하산강착

강하엽병(降下獵兵, 독일어: Fallschirmjäger 팔쉬름예거[*])는 독일에서의 공수부대의 명칭이다. 원어인 팔쉬름(Fallschirm)은 낙하산, 예거(jäger)는 엽병(경보병)을 의미하며 독일어에서는 자국 이외의 공수부대도 "팔쉬름예거"라고 부른다. 나치 독일의 팔쉬름예거는 제2차 세계 대전 최초로 대규모 강하작전을 실시한 부대이며 대규모 강하작전을 수행할 수 없게 된 대전중기 이후는 정예보병부대로서 활약했다. 사령관은 크루트 슈투덴트로 이 부대가 존재했던 기간 내내 역임하였다. 영연방이나 미국의 공수부대와는 달리 독일의 팔시름예거는 일부 예외를 빼곤 육군이 아닌 공군소속관할이었다.

## 역사
독일군 최초의 공수부대는 1936년 1월 2일에 결정되었다. 독일 공군(루프트바페)의 괴링연대 제1대대에서 모집한 24명의 훈련생이 그들이었다. 이들은 3월에 슈텐달에서 공군이 개설한 낙하산 강하 훈련 학교에서 훈련을 실시했다. 1936년 10월에는 중낙하산 보병중대(Schwere-Fallschirminfanterie-Kompanie)의 편제가 결정되었고 1937년부터 공군시설을 빌려 훈련을 개시했다. 이 부대는 1938년 6월 1일부로 대대로 증강되었는데 1939년 1월 1일을 기해 공군으로 이관되었고 제1팔쉬름예거 연대 제2대대로 나뉘었다. 개전초기엔 몇 개 대대뿐이던 병력은 그 후 3개 팔쉬름예거 연대에 지원화기 및 항공기를 추가하여 사단규모까지 확대하였다. 이것이 제7항공사단(제1팔쉬름예거사단의 전신)이다.
1940년 4월 9일 강하엽병 부대는 덴마크 침공에서 최초로 강하작전을 실시했다. 이들은 이른 아침 올보르공항을 공격, 점령했다. 이 공항은 이후 노르웨이 침공에서 독일 공군의 연료보급기지로서 중요한 역할을 맡게 된다. 또 이 공격에서 올보르 주변의 다리 여러곳을 점거하였다. 이날은 마스네도 요새공격 등 덴마크 내 여러곳에서 강하작전이 펼쳐졌다.
적과의 교전이 있던 최초의 공수공격은 베젤 연습작전 초기 노르웨이 스타방에르 인근의 솔라공항을 탈취한 때이다. 이에 이은 노르웨이전에서는 강하엽병 최초의 패배도 있었다. 1940년 4월 14일 1개 중대가 돔바스의 마을과 철도접합점에 강하, 노르웨이 공군에 의해 격파되었다.
이후엔 제7항공사단의 강하엽병이 재편성되어 새로운 공군엘리트 보병사단군의 중심이 되었다. 이들 사단에는 제1강하엽병 사단에서부터 순서대로 번호를 붙였다. 각 사단은 기계화보병사단으로서의 편성과 장비를 제공받았고 서부전선에서 때때로(적공세에 대한) 「소방부대」역할을 맡는 경우가 있었다. 그 구성부대는 전장에선 사단에서 분리된 임시전투단 편성으로 있거나 머릿수만 채운 부대나 장비로 편성되는 일도 있었다. 이들 부대는 독일군의 관습대로, 이를테면 프랑스전 때의 ‘에르트만 집단’, 북아프리카의 람케 강하엽병 여단(Fallschirmjäger-Brigade Ramcke)같이 지휘관의 이름으로 불렀다.
1944년 중기 이후 강하엽병은 전황변화로 인해 강하훈련을 시행하지 않게 되었지만 일종의 경칭으로서 ‘강하엽병’라는 명칭은 그대로 사용하였다. 대전말기의 팔쉬름예거 사단은 12개 이상으로 늘었고 신설사단에선 훈련부족으로 질이 떨어져있었다. 이들 사단 중 제9강하엽병사단은 제2차 대전중에 독일에서 창설된 마지막 강하엽병 사단이었다. 이 사단은 1945년 4월 베를린 전투 중 괴멸되었다. 또한 같은 공군소속이라도 이들 강하엽병 사단과 독일공군야전사단은 별개였다. 야전사단은 독일공군의 잉여병력으로 창설된 편성, 운용 모두 빈약한 경보병사단이었다. 54,449명 이상의 강하엽병이 전사했으며 8000명 이상이 행방 불명되었다.

## 작전
강하엽병은 1940년의 강하작전에서 에반에말 요새의 점령, 북유럽침공에서의 강하작전, 1944년의 몬테카시노 전투, 노르망디 상륙작전에서의 카랑탕 방위전 등 많은 격전지에 참전하였다.
강하엽병의 가장 유명한 강하작전은 1941년 크레타 전투이다. 제7항공사단의 거의 대부분이 투입된 이 작전은 당초부터 차질이 있어서 강하 중이나 착지직후에 공격을 받아 전사하는 병사가 줄을 이었다. 또 당시엔 소총이나 기관총 등 부피가 큰 장비는 컨테이너에 넣어서 투하했는데 병사와 한참 떨어진 위치에 투하되어 회수할 때까지 권총이나 수류탄으로만 싸워야하는 처지에 놓이는 경우가 많았다. 그리고 비행장을 점거하고 나서야 수송기로 제5산악엽병사단의 지원을 받을 수 있었다. 격전 끝에 어떻게든 크레타섬을 점령했지만 강하엽병은 막대한 피해를 입었다. 이를 본 히틀러는 이런 종류의 대규모 강하작전은 성공가망이 희박하다고 생각하게 되었다. 하지만 이 작전에선 강하 이전의 기습효과를 잃고 있었으며 이를 잃지 않았다면 피해를 줄일 가능성이 있었다. 한편 연합군도 대규모 강하작전을 할 때마다 손해가 늘어났기에 대전말기에는 비슷한 결론에 도달하게 되었다.
1943년 12월 20일부터 28일에 걸쳐 제1팔쉬름예거 사단 3연대 3대대는 이탈리아 오르토나 전투에 참가하였다.
몬테카시노 전투 중 제1강하엽병사단은 일반 보병으로서 행동하였다. 추축국이 건물을 이용할 위험이 있기에 연합군이 몬테카시노 수도원을 폭격으로 파괴한 결과 이 잔해는 공교롭게도 깨진 바위조각으로 만들어진 견고한 요새처럼 되었고 그 때문에 남은 팔쉬름예거는 거듭되는 돌격이나 엄청난 포격에도 끈질기게 버티며 수 개월간 전투를 지속할 수 있었다. 연합군은 팔쉬름예거의 굳건한 수비에 대해 ‘녹색 악마(Green Devil)’라는 별명을 붙였고 그들이 측면으로부터 포위될 위험성 때문에 철수한 후에서야 폴란드군과 프랑스령 모로코부대가 수도원터를 점령할 수 있었다.

## 장비

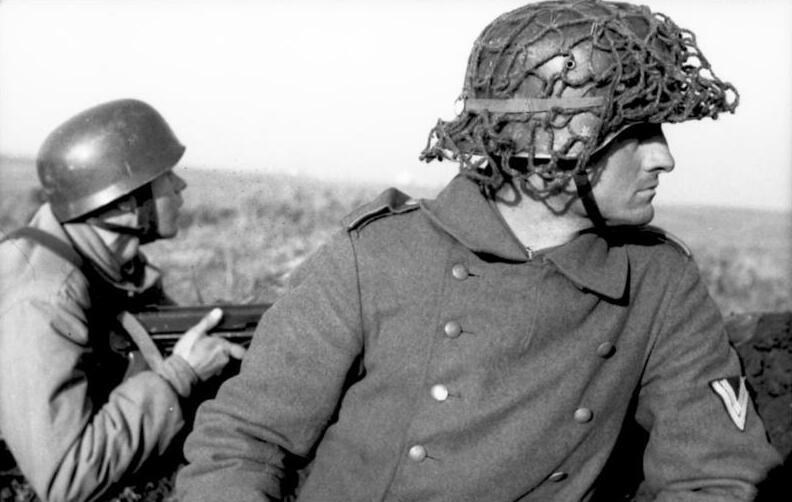
일반적인 독일군 헬멧(우측)과 팔시름예거 헬멧(좌측 뒤)

강하엽병의 장비는 보통의 경우 매우 양호했으며 독일군에서도 가장 우수한 무기를 지급받았다. 이들은 전자동사격이 가능한 자동소총이나 무반동포, 겔릭포를 실전에서 사용한 최초의 부대이다.
또 강하엽병에게는 독일군의 근대화된 헬멧 ‘슈탈헬름 M1935’을 기초로한 전용헬멧이 지급되었다. 강하 중에 낙하산줄에 걸리지 않게 하기 위해 외형은 표준헬멧에서 전방의 차양과 측면에서부터 후면까지의 굴곡을 축소한 형상이 되었고 가죽제 안쪽머리받이나 턱끈도 전용구조로 변경하였다.
강하엽병이 사용한 낙하산은 캐노피가 연합군 것처럼 양쪽어깨 부분에서 하네스로 연결되는 것이 아니라 등 중앙의 끈 하나로 연결된 방식이기 때문에 강착자는 하강 중에 자세제어를 거의 할 수 없었으며 또 비행기에서 앞으로 펼친 자세로 뛰어내려야만 했다. 게다가 무릎과 팔꿈치로만 착지하기 때문에 패드를 장착하고 있어도 부상율은 현저히 높았다.
강하시에 휴대할 수 있는 장비의 수도 적었으며 권총집에 넣은 권총 한 정과 수류탄, 짧은 대검 정도였다. 소총, 기타 무기는 병사와는 별도로 컨테이너에 수납하여 투하했기 때문에 회수할 때까지는 빈약한 무장 상태였다. 이에 반해 대전 중기 이후에 실전투입된 연합군 공수부대는 케이스에 넣은 소총이나 기관단총을 휴대하고 강하했다. 일본군의 낙하산부대도 팔렘방의 강하작전에서 무장컨테이너를 회수할 때까지 경장비로 전투해야만 했다. 이 때문에 일본군 낙하산부대도 나중에 기관단총이나 분할식소총을 장비했다.

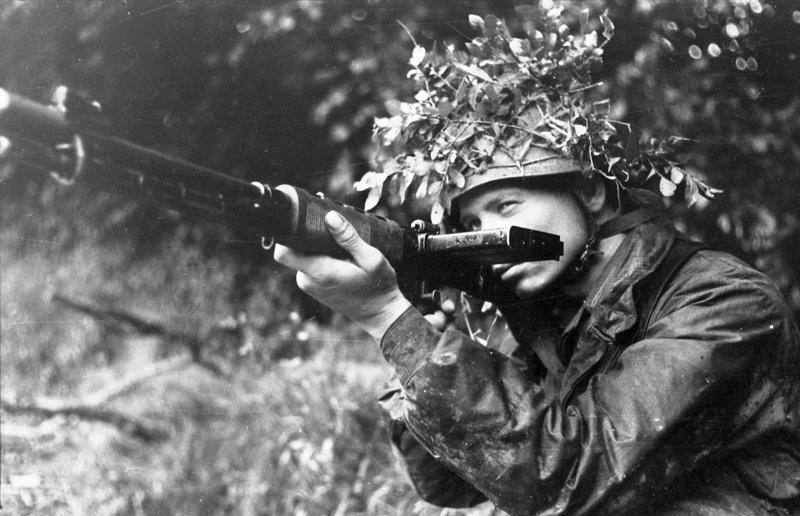
FG42를 겨누고 있는 병사

이 장비문제에 대하여 헤르만 괴링은 소총, 기관단총, 경기관총의 기능을 통일한, 게다가 경량이며 강하시에 휴대할 수 있는 범용무기의 개발을 지시했고, FG42가 만들어졌다. 이것은 1943년부터 종전까지 소수가 제조, 배치되었다.

## 목록

### 독일 국방군

#### 공군

##### 대규모부대
- 제1강하엽병군(Erste Fallschirmjägerarmee)
- 제1강하엽병군단(I. Fallschirmjägerkorps）
- 제2강하엽병군단II. Fallschirmjägerkorps)

##### 사단
- 제1강하엽병사단(1.Fallschirmjägerdivision)
- 제2강하엽병사단(2.Fallschirmjägerdivision)
- 제3강하엽병사단(3.Fallschirmjägerdivision)
- 제4강하엽병사단(4.Fallschirmjägerdivision) 이탈리아군 공수사단에서 많은 병사가 추가되었다.
- 제5강하엽병사단5.Fallschirmjägerdivision)
- 제6강하엽병사단(6.Fallschirmjägerdivision)
- 제7강하엽병사단(7.Fallschirmjägerdivision)
- 제8강하엽병사단(8.Fallschirmjägerdivision)
- 제9강하엽병사단(9.Fallschirmjägerdivision)
- 제10강하엽병사단(10.Fallschirmjägerdivision)
- 제11강하엽병사단(11.Fallschirmjägerdivision) 미편성
- 제20강하엽병사단(20.Fallschirmjägerdivision) 미편성
- 제21강하엽병사단(21.Fallschirmjägerdivision) 미편성
- 강하엽병 훈련보충사단(Fallschirmjäger-Ausbildungs-und-Ersatz-Division)

##### 여단 및 연대
- 람케 강하엽병여단
- 강습돌격연대(Luftlande-Sturmregiment) 제1, 2, 3, 4 대대로 편성
- 바렌틴 연대(Luftwaffen-Regiment Barenthin) 타부대에서 소집된 병사로 구성
- 강하 돌격포 여단 3호 돌격포 및 4호 돌격포를 장비한 돌격포 부대
- 제11 강하돌격포 여단(Luftwaffen-Regiment Barenthin XI)
- 제12 강하돌격포 여단(Fallschirm-Sturmgeschütz-Brigade XII)
- 교도강하엽병연대(Fallschirmjäger-Lehrregiment)
- 강하엽병연대 z.b.V(Fallschirmjäger-Regiment z.b.V)
- 휘브너 강하엽병연대(Fallschirmjäger-Regiment Hübner)

#### 그 외 부대

##### 무장친위대SS
- 제500 SS 강하엽병대대(500. SS-Fallschirmjäger-Bataillon)
- 제600 SS 강하엽병대대(600. SS-Fallschirmjäger-Bataillon)

##### 육군
- 중강하엽병중대(Schwere-Fallschirminfanterie-Kompanie）
- 브란덴부르크 연대(Brandenburg-Regiment）
- 제22 강습보병사단(22.Luftlande-Infanterie-Division）
- 제91 강습보병사단(91.Luftlande-Infanterie-Division）

## 참고 자료
- 《알기쉬운 제2차 세계대전사 5》 이대영 저 - 호비스트 출판
- 돔바스 전투에서의 팔쉬름예거
- 미국 전략전술보고 제2차대전에서의 팔쉬름예거 Report